# Dirt jumping

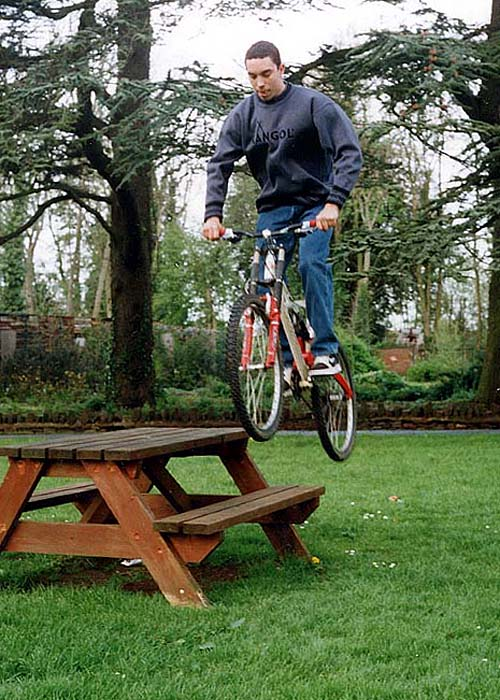
La forma más común de «Dirt jumping»

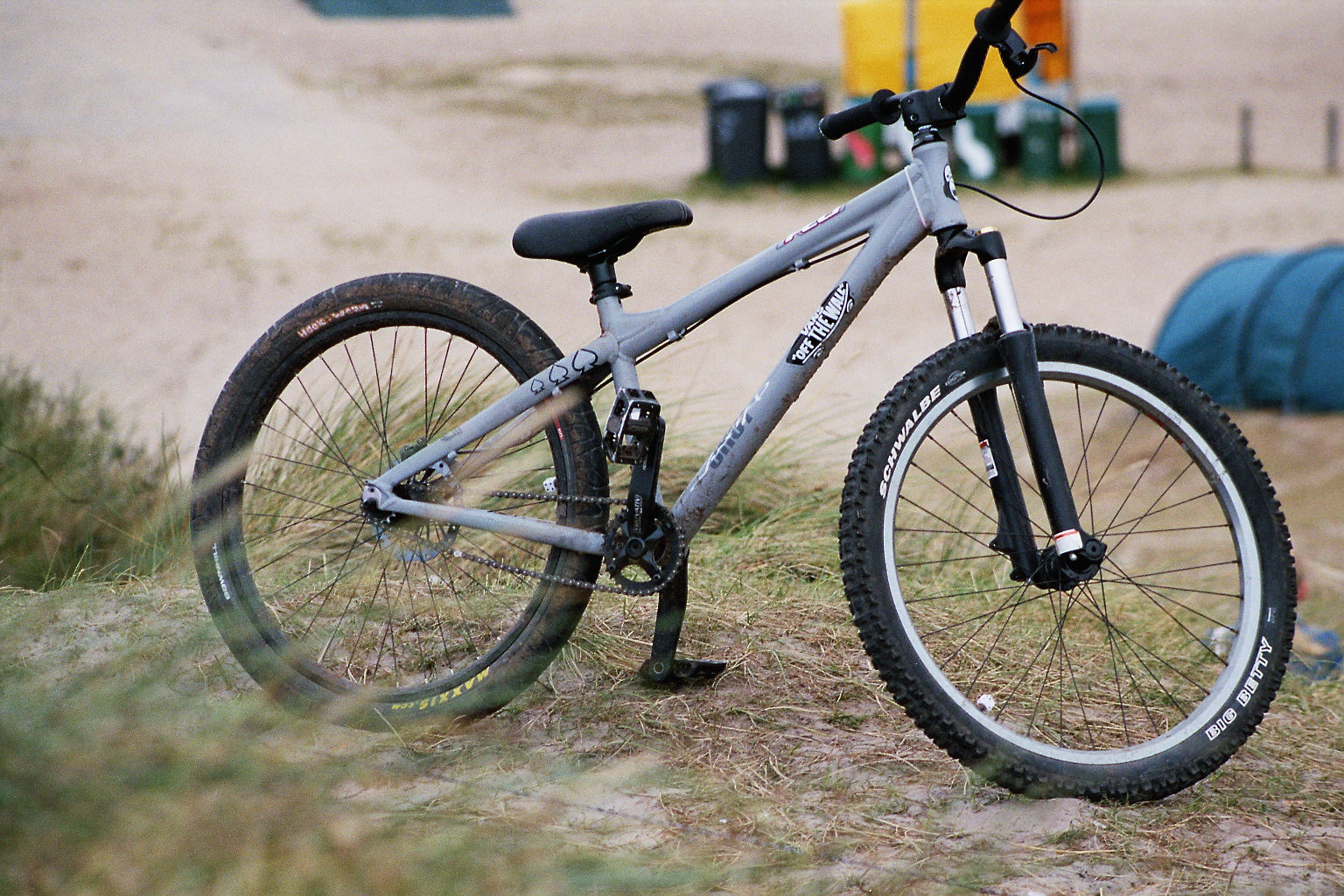
Una típica bicicleta de montaña de dirt jumping.

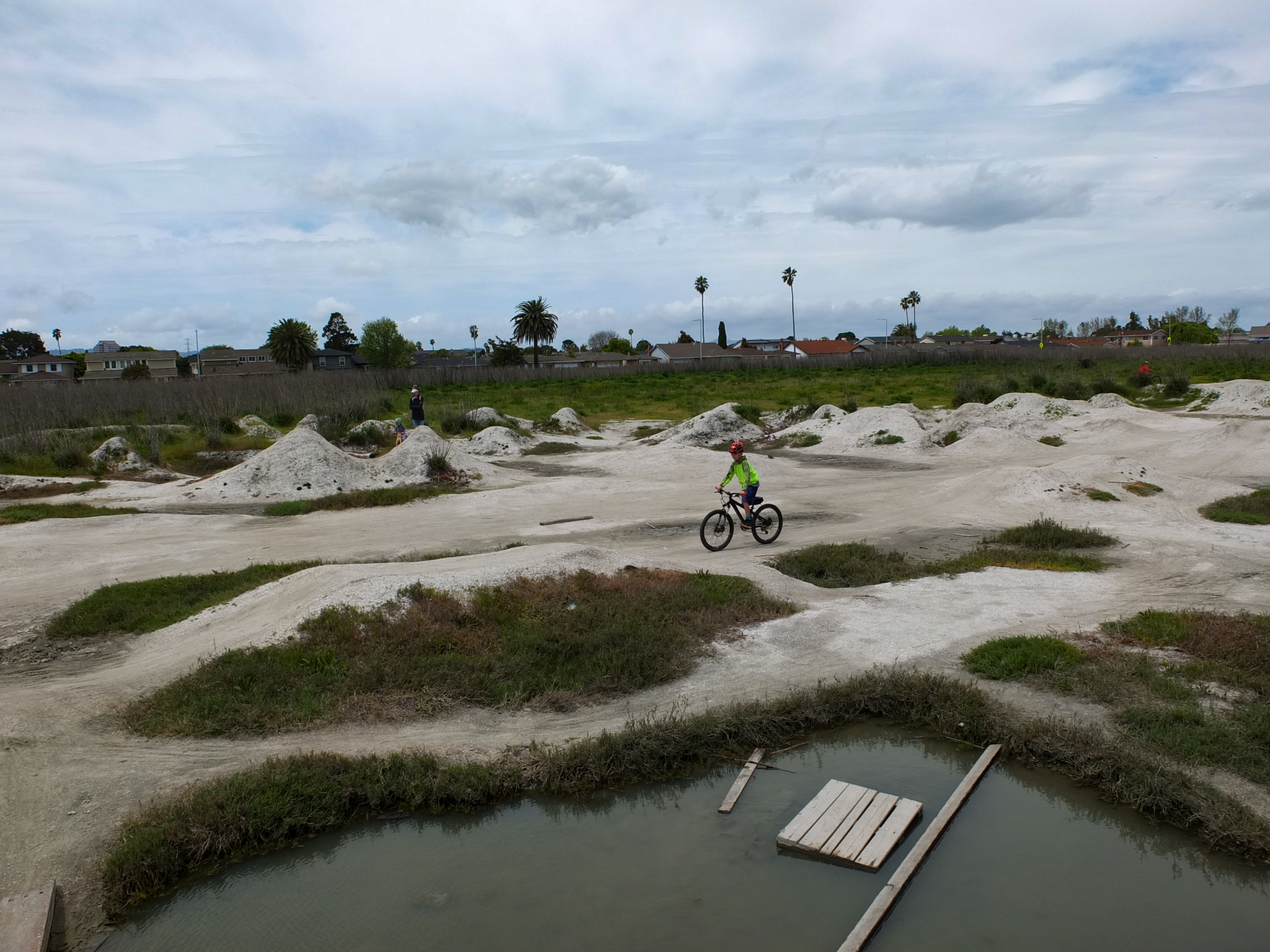
Shells Dirt Jumps en Foster City (California).

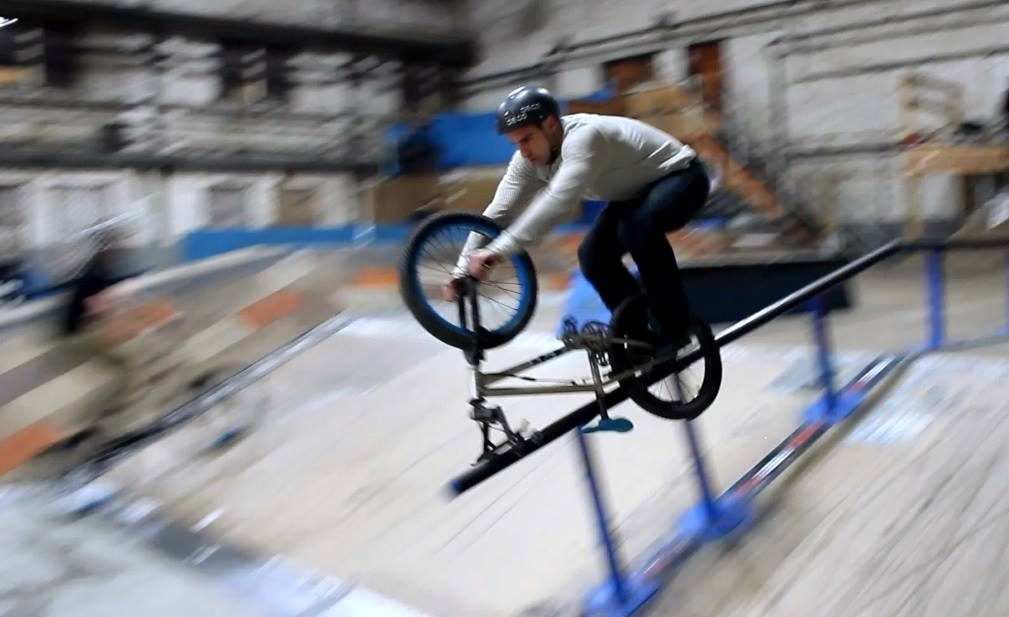
El ciclista de CMX Tim Knoll realizando un darkslide.

El dirt jumping es una modalidad del BMX que consiste básicamente en saltar de un montículo de tierra a otro, además de hacer figuras o acrobacias en el aire durante el mayor tiempo posible. Esta actividad se realiza por medio de bicicletas de montaña especialmente equipadas y preparadas.
La importancia del dirt jumping radica en el hecho de «mantenerse en el aire el mayor tiempo posible» a diferencia de otras disciplinas, donde los objetivos son completamente diferentes. Otro de los hechos distintivos de este deporte es que ejecutan saltos a gran altura y se emplean técnicas como el backflip (voltereta hacia atrás), tricks, frontflip o el denominado 360°, este último «consiste en dar un giro horizontal de trescientos sesenta grados». Existen muchas otras técnicas para esta modalidad del BMX.

## Historia
El dirt jumping es un subconjunto de la conducción con sus raíces firmemente plantadas en el ciclismo de montaña. BMX es algo completamente propio. A principios de la década de 1970, ciertos motociclistas del sur de California encontraron una manera simple y barata de obtener la emoción y el disfrute que anhelan en otro lugar que no sea una pista de motos. Los primeros eventos BMX de dirt jumping fueron carreras y proporcionaron un buen trampolín para los niños que querían ingresar al motocross pero eran demasiado jóvenes o no podían pagarlo.
Sus primeros torneos probablemente se dio en los K-Town Trails, en Kornwestheim, construidos en 1994. Con la construcción de los K-Town Trails, las pistas salvajes de BMX como Gravenbruch se expandieron rápidamente a senderos "adecuados".
Los senderos de ERA de hoy, que podría seguir utilizándose hasta el 30 de octubre de 2006, siempre corría el riesgo de dar paso a un almacén. Este proyecto de construcción ya se ha iniciado en el sitio.
Es probable que los senderos más famosos de todos hayan sido Sheep Hills en Huntington Beach durante la década de 1990. Huntington Beach en el condado de Orange ha sido considerada durante mucho tiempo la meca de la escena de la tierra. En la costa este, sin embargo, la escena de los senderos del estado de Pensilvania se desarrolló alrededor de la ciudad de Belén. Los conductores locales famosos en Sheep Hills fueron o son hilanderos de bares Ryan, Josh Stricker, Foster Bros y Shawn Buttler. En el Bethlehem Posh, el piloto más famoso fue Kris Bennett.

## Modalidad de uso
Los saltos en tierra utilizan un tipo específico de bicicleta. BMX, por ejemplo, tiene una gama de bicicletas diseñadas para esta actividad. Una de sus diferencias clave con las bicicletas de uso general es el ajuste. Solo hay un cuadro de bicicleta de salto de tierra BMX estándar, que está diseñado para adaptarse a todos los ciclistas, jóvenes y mayores. Estas bicicletas tienden a tener un tubo superior más largo que una bicicleta BMX de calle y, a menudo, están construidas de manera más robusta para resistir los golpes de los saltos. Rara vez tendrán clavijas colocadas. Tadicionalmente,el dirt jumping se utilizaba solo un freno en V trasero, pero los frenos de disco son cada vez más comunes. Las maniobras de dirt jumping están rodadas, las bandas de rodadura más pesadas de todas las bicicletas BMX, a diferencia de las resbaladizas y semi resbaladizas que se usan para montar en el parque. El tamaño de la rueda es principalmente de 26 pulgadas.

## Tipos de saltos
- Double: La forma más común de saltos en tierra. Consiste en dos movimientos de tierra separados, uno que actúa como despegue (labio) y el otro como aterrizaje. También conocido como salto "gap". Pueden ser "Step-Ups", donde la rampa hacia arriba del salto es más baja que la rampa hacia abajo y el ciclista pierde velocidad, o "Step-Downs", donde la rampa hacia abajo del salto es más baja que la rampa hacia arriba, lo que significa que gana velocidad.
- Tabletops: Son más comunes entre los nuevos en el deporte, son un solo movimiento de tierra con un despegue en un extremo y un aterrizaje en el otro, con una 'mesa' plana en la parte superior. Estos son los preferidos por los nuevos ciclistas porque cuando el ciclista se queda corto, aún pueden salir fácilmente de él.[5]
- Ski Jumps: Consisten solo en un despegue, suelen ser más largos y planos que otros saltos, y tienden a situarse en bajadas, por lo que la pendiente de la colina puede servir como aterrizaje. Se utilizan principalmente en competiciones de longitud de salto.[6]
- Rollers: Son pequeños tableros de mesa que te dan velocidad extra al "bombear" el salto. Suelen encontrarse al principio de un sendero.
- Step ups: Son rampas justo antes de las pendientes. Permiten a los ciclistas saltar desde la parte superior de la pendiente hasta un aterrizaje elevado.
- Whoops/Rhythms: Una serie de tres o más rampas redondeadas pequeñas juntas, lo que permite a los pasajeros pasar por ellas de forma manual.
- Spine: Es un salto de tierra empinado con despegue y aterrizaje, pero sin mesa ni hueco, hecho para conseguir aire más alto sin distancia.
- Berm: Un terraplén curvo que sale del suelo. Usados principalmente en curvas cerradas, las bermas ayudan a los ciclistas dándoles la capacidad de inclinarse bruscamente y dar una vuelta más pronunciada. Se usa principalmente en senderos cuesta abajo, pero también puede estar presente junto con saltos de tierra para ayudar a los ciclistas a evitar chocar contra los árboles. También se utilizan para mantener la velocidad de los ciclistas sin tener que frenar en las curvas. Algunos senderos consisten en saltos que conducen a bermas.
- Hip Jumps: Consisten en un salto con el rellano 45 - 90 grados a la izquierda o derecha de la rampa, lo que permite traslados.
- Triple Jumps: Consisten en un despegue, movimiento de tierras no utilizado y un aterrizaje.[6]
- 360 Berms: «consiste en dar un giro horizontal de trescientos sesenta grados».[1]